# Bai Yan
Bai Yan (chinesisch 柏衍, Pinyin Bǎi Yǎn; * 21. Mai 1989 in Nanjing) ist ein chinesischer Tennisspieler.

## Karriere
Bai Yan spielte zwischen 2006 und 2007 auf der ITF Junior Tour bei drei Grand-Slam-Turnieren: den Australian Open 2007 und French Open 2006 sowie in Wimbledon 2006. Sein größter Erfolg war das Erreichen des Viertelfinales von Melbourne. Er schaffte es bis auf Platz 10 der Junioren-Rangliste.
Er spielt  bei den Profis hauptsächlich auf der ATP Challenger Tour und der ITF Future Tour. Er feierte bislang 19 Einzel- und 9 Doppelsiege auf der Future Tour (Stand März 2023).
Sein Debüt im Einzel auf der ATP World Tour gab er im Oktober 2008 bei den China Open, wo er in der Auftaktrunde gegen Gō Soeda in zwei Sätzen verlor. Im Jahr 2010 erreichte er nach einem Sieg gegen Radek Štěpánek die zweite Runde des Shanghai Rolex Masters, wo er gegen Andy Murray verlor. Im Doppel erfolgte bei demselben Turnier in Shanghai der erste Auftritt auf diesem Niveau. Hierbei bildete Bai ein Doppelpaar mit Zhang Ze. Sie verloren ihr Auftaktdoppel gegen Thomaz Bellucci und Janko Tipsarević in zwei Sätzen. In der Saison 2011 trat er bei keinem ATP-Wettbewerb an.
Bei seinem nächsten Auftritt in einem Hauptfeld der ATP World Tour musste Bai Yan eine weitere Erstrundenniederlage bei den China Open in Peking 2014 gegen Marin Čilić einstecken. 2015 erreichte er in Shenzhen die zweite Runde, in der er gegen den späteren Finalisten Adrian Mannarino in zwei Sätzen ausschied. Im gleichen Jahr erreichte er beim Challenger in Suzhou das Halbfinale. Er gewann die Doppelkonkurrenzen in Anning an der Seite von Wu Di und in Bangkok mit seinem Doppelpartner Riccardo Ghedin. Den Titel in Anning konnte er im nächsten Jahr gemeinsam mit Riccardo Ghedin verteidigen. Außerdem gewann er mit Li Zhe das Doppel beim Challenger in Rom. 2016 stand er in den Qualifikationen aller Grand-Slam-Turniere, konnte sich jedoch bei keinem für die Hauptrunde qualifizieren. Die nächste Halbfinalteilnahme bei einem Challenger-Turnier erreichte er 2019 in Chengdu, er verlor diese Begegnung gegen den Japaner Yūichi Sugita. Ein paar Wochen später scheiterte er in der ersten Runde der Chengdu Open an dem Briten Daniel Evans. Seit Beginn der COVID-19-Pandemie trat er bei kaum einem ATP-Wettbewerb an.
Bai Yan spielt seit 2008 für die chinesische Davis-Cup-Mannschaft. Für diese trat er in sechs Begegnungen an, wobei er im Einzel eine Bilanz von 3:2 und im Doppel von 1:1 aufzuweisen hat.

## Erfolge
| Legende (Anzahl der Siege)  |
| Grand Slam                  |
| ATP World Tour Finals       |
| ATP World Tour Masters 1000 |
| ATP World Tour 500          |
| ATP World Tour 250          |
| ATP Challenger Tour (4)     |

### Doppel

#### Turniersiege
| Nr. | Datum             | Turnier    | Belag     | Partner         | Finalgegner                            | Ergebnis         |
| --- | ----------------- | ---------- | --------- | --------------- | -------------------------------------- | ---------------- |
| 1.  | 2. Mai 2015       | Anning (1) | Sand      | Wu Di           | Karunuday Singh Andrew Whittington     | 6:3, 6:4         |
| 2.  | 5. September 2015 | Bangkok    | Hartplatz | Riccardo Ghedin | Chen Ti Li Zhe                         | 6:2, 7:5         |
| 3.  | 30. April 2016    | Anning (2) | Sand      | Riccardo Ghedin | Denys Moltschanow Alexander Nedowessow | 4:6, 6:3, [10:6] |
| 4.  | 6. Mai 2016       | Rom        | Sand      | Li Zhe          | Sander Arends Sam Weissborn            | 6:3, 3:6, [11:9] |